# Mulagumudu
Mulagumudu là một thị xã panchayat của quận Kanniyakumari thuộc bang Tamil Nadu, Ấn Độ.

## Nhân khẩu
Theo điều tra dân số năm 2001 của Ấn Độ, Mulagumudu có dân số 18.061 người. Phái nam chiếm 48% tổng số dân và phái nữ chiếm 52%. Mulagumudu có tỷ lệ 82% biết đọc biết viết, cao hơn tỷ lệ trung bình toàn quốc là 59,5%: tỷ lệ cho phái nam là 83%, và tỷ lệ cho phái nữ là 80%. Tại Mulagumudu, 10% dân số nhỏ hơn 6 tuổi.